# Polinucleosi
La polinucleosi è il termine medico che indica un numero eccessivo (relativo) rispetto alla norma di leucociti neutrofili (polinucleati) nel sangue o nei liquidi organici.
Essa rappresenta una leucocitosi relativa insieme alla linfocitosi, alla policitosi neutrofila ed eosinofila.
È causata di solito dalla sepsi in corso di processi suppurativi (pus).
Si osserva nella sindrome di Obrinsky, nella arterite di Horton, e nella malattia tubercolare.